# NGC 720
NGC 720 je galaksija u zviježđu Kit.

## Vanjske poveznice
- SEDS: NGC 720